# Andhra Pradesh Scooters Limited
Andhra Pradesh Scooters Limited (APSL) assembleerde Vespa-scooters van 1974 tot 1986 in de Indiase staat Andhra Pradesh.
APSL werd in 1974 opgericht door de deelstaat Andhra Pradesh en sloot een licentiecontract met Scooters India Ltd (SIL), dat al Lambretta scooters produceerde onder de naam "Vyaij". In feite was dit een Lambretta GP, maar met een met het stuur meedraaiend voorspatbord. Bij APSL kreeg dit model de naam "Allwyn Pushpack" en de productie liep van 1974 tot 1983. Waarschijnlijk eindigde toen de licentieovereenkomst en APSL kwam een nieuw contract overeen met Piaggio. Van 1983 tot 1986 produceerde men vervolgens de 100 cc Vespa PL 170. De kwaliteit was echter niet voldoende, waardoor de klanten het lieten afweten.

## Modellen
- Vespa PL 170 (100 cc), in Europa bekend als de Vespa 100
- Vespa PVX